# Integrale

Integrale di.
Area sottesa dal grafico dalla funzione nel dominio.
Si assume che l'area abbia valore negativo quando è negativa.

In analisi matematica, l'integrale è un operatore lineare che, nel caso di una funzione di una sola variabile a valori reali non negativi, associa alla funzione l'area sottesa dal suo grafico entro un dato intervallo {\displaystyle [a,b]} nel dominio. Se la funzione assume anche valori negativi, allora l'integrale può essere interpretato geometricamente come l'area orientata sottesa dal grafico della funzione.
Sia {\displaystyle f} una funzione continua di una variabile a valori reali e sia {\displaystyle a} un elemento nel dominio di {\displaystyle f,} allora dal teorema fondamentale del calcolo integrale segue che l'integrale da {\displaystyle a} a {\displaystyle x} di {\displaystyle f} è una primitiva di {\displaystyle f}.

## Storia
L'idea di base del concetto di integrale era nota ad Archimede di Siracusa, vissuto tra il 287 e il 212 a.C., ed era contenuta nel metodo da lui usato per il calcolo dell'area del cerchio o dell'area sottesa al segmento di un ramo di parabola, detto metodo di esaustione, già proposta da Eudosso di Cnido.
Nel XVII secolo alcuni matematici trovarono altri metodi per calcolare l'area sottesa al grafico di semplici funzioni, tra di essi figurano, ad esempio, Luca Valerio, Bonaventura Cavalieri, (che scoprì il metodo degli indivisibili negli anni 1640), Pierre de Fermat (1636), Evangelista Torricelli (1658) e Nicolaus Mercator (1668). In quegli stessi anni Pietro Mengoli (1659) diede una prima definizione di integrale.
Nel diciassettesimo e diciottesimo secolo Isaac Newton, Gottfried Leibniz, Johann Bernoulli dimostrarono indipendentemente il teorema fondamentale del calcolo integrale, che ricondusse tale problema alla ricerca della primitiva di una funzione.

Qual è l'integrale (animazione)

La definizione di integrale per le funzioni continue in un intervallo venne inizialmente formulata da Augustin-Louis Cauchy, che a partire dal lavoro di Mengoli, descrisse l'integrale utilizzando la definizione di limite. In seguito Bernhard Riemann propose la sua definizione, in modo da comprendere classi più estese di funzioni. Nel 1875, Gaston Darboux riformulò la definizione già individuata da Cauchy in modo da evitare l'uso di limiti e dimostrando che era del tutto equivalente alla definizione data da Riemann. Per questo motivo spesso si parla di integrale di Riemann-Darboux. Allo scopo di comprendere una classe molto più estesa di funzioni, Henri Lebesgue produsse una definizione di integrale più complessa, attraverso l'introduzione della teoria della misura. In seguito Thomas Stieltjes fu in grado di generalizzare l'integrale di Riemann introducendo il concetto di funzione integratrice e, con un procedimento del tutto analogo, Johann Radon generalizzò l'integrale di Lebesgue. Una definizione d'integrale alternativa a quella di Lebesgue-Radon venne fornita da Percy J. Daniell, che la ricavò a partire dall'integrale di Riemann-Stieltjes.

## Notazione

Il simbolo di integrale nella letteratura (da sinistra) inglese, tedesca e russa

Il simbolo {\displaystyle \int } che rappresenta l'integrale nella notazione matematica fu introdotto da Leibniz alla fine del XVII secolo. Il simbolo si basa sul carattere ſ (esse lunga), lettera che Leibniz utilizzava come iniziale della parola summa (ſumma), in latino somma, poiché questi considerava l'integrale come una somma infinita di addendi infinitesimali.
La variabile di integrazione, cioè la variabile della funzione integranda, è una variabile muta, cioè {\displaystyle \int f(x)dx} ha lo stesso significato di {\displaystyle \int f(t)dt} e di {\displaystyle \int f(j)dj}. La forma differenziale {\displaystyle dx} è il differenziale della variabile di integrazione.
Esistono leggere differenze nella notazione dell'integrale nelle letterature di lingue diverse: il simbolo inglese è inclinato verso destra, quello tedesco è dritto mentre la variante russa è inclinata verso sinistra.

## Introduzione euristica
Si consideri una funzione {\displaystyle x\mapsto f(x)} reale di variabile reale limitata e definita su un intervallo {\displaystyle [a,b]} sull'asse delle ascisse. Quando si procede a calcolare l'integrale di {\displaystyle f} su {\displaystyle [a,b]}, allora {\displaystyle f} è detta funzione integranda e l'intervallo {\displaystyle [a,b]} è detto intervallo di integrazione e gli estremi {\displaystyle a} e {\displaystyle b} sono detti estremi di integrazione. La figura che ha per bordi il grafico di {\displaystyle f}, l'asse delle ascisse e i segmenti verticali condotti dagli estremi dell'intervallo di integrazione agli estremi del grafico della funzione è detta trapezoide. Il valore dell'integrale della funzione calcolato sull'intervallo di integrazione è uguale all'area (con segno) del trapezoide, cioè il numero reale che esprime tale area orientata viene chiamato integrale (definito) della funzione esteso all'intervallo di integrazione. Con il termine "integrale" o "operatore integrale" si indica anche l'operazione stessa che associa il valore dell'area orientata alla funzione.
Sono stati ideati diversi modi per definire in modo rigoroso l'integrale; a seconda della procedura adottata cambia anche l'insieme delle funzioni che è possibile misurare con un integrale. Un metodo è quello di "approssimare" il grafico della funzione con una linea costituita da uno o più segmenti, in modo che la figura si può scomporre in uno o più trapezi di cui è facile calcolare l'area: la somma algebrica delle aree di tutti i trapezi è allora l'integrale cercato. Un tale approccio è utilizzato per definire l'integrale di Riemann, in cui il calcolo dell'area viene eseguito suddividendo la figura in sottili strisce verticali ottenendo così dei rettangoli. Nello specifico, dividendo un intervallo di integrazione {\displaystyle [a,b]} in {\displaystyle n} intervalli del tipo {\displaystyle [x_{k-1},x_{k}]}, per {\displaystyle k=1,2,\dots ,n}, e con {\displaystyle x_{0}=a} e {\displaystyle x_{n}=b}, per ciascun intervallo si può considerare un punto {\displaystyle t_{k}} la cui immagine è {\displaystyle f(t_{k})}. Si costruisce allora il rettangolo che ha per base l'intervallo {\displaystyle [x_{k-1},x_{k}]} e per altezza {\displaystyle f(t_{k})}. La figura costituita da tutti i rettangoli così costruiti è detta plurirettangolo e l'area del plurirettangolo è detta somma integrale di Cauchy o somma integrale di Riemann-Darboux:
{\displaystyle \sum _{k=1}^{n}f(t_{k})\,\Delta x_{k}:=\sum _{k=1}^{n}f(t_{k})(x_{k}-x_{k-1}).}
Se al diminuire dell'ampiezza degli intervalli {\displaystyle \Delta x_{k}} i valori così ottenuti si concentrano in un intorno sempre più piccolo di un numero {\displaystyle S}, la funzione {\displaystyle f} è integrabile sull'intervallo {\displaystyle [a,b]} e {\displaystyle S} è il valore del suo integrale.
Se la funzione integrabile {\displaystyle f(x)} è positiva allora l'integrale assume il significato di area della regione:
{\displaystyle {\mathcal {R}}=\{(x,y)\in \mathbb {R} ^{2},\,0\leq y\leq f(x),x\in [a,b]\}.}
Se la funzione {\displaystyle f} cambia segno su {\displaystyle [a,b]} allora l'integrale rappresenta una somma di aree con segno diverso.

## Definizione
La prima definizione rigorosa a essere stata formulata di integrale di una funzione su un intervallo è l'integrale di Riemann, formulato da Bernhard Riemann, anche se per definirlo si preferisce utilizzare la formulazione data da Gaston Darboux.
L'integrale di Lebesgue consente di integrare una più vasta classe di funzioni rispetto all'integrale di Riemann. Per mostrare la relazione tra i due integrali è necessario utilizzare la classe delle funzioni continue a supporto compatto, per le quali l'integrale di Riemann esiste sempre. Siano {\displaystyle f} e {\displaystyle g} due funzioni continue a supporto compatto su {\displaystyle \mathbb {R} ^{1}}. Si può definire la loro distanza nel seguente modo:
{\displaystyle \operatorname {d} (f,g)=\int _{-\infty }^{+\infty }|f(t)-g(t)|\ \mathrm {d} t.}
Munito della funzione distanza, lo spazio delle funzioni continue a supporto compatto è uno spazio metrico. Il completamento di tale spazio metrico è l'insieme delle funzioni integrabili secondo Lebesgue.
In letteratura esistono diversi altri operatori di integrazione, tuttavia essi godono di minore diffusione rispetto a quelli di Riemann e Lebesgue.

### Integrale di Riemann-Darboux
Sia {\displaystyle PC[a,b]} l'insieme delle funzioni limitate e continue a tratti sull'intervallo {\displaystyle [a,b]}, e tali da essere continue da destra:
{\displaystyle \lim _{x\to y^{+}}f(x)=f(y).}
La norma di tali funzioni può essere definita come:
{\displaystyle \|f\|_{\infty }=\sup _{x\in [a,b]}|f(x)|.}
Consideriamo {\displaystyle n+1} punti {\displaystyle a=x_{0}<x_{1}<\dots <x_{n-1}<x_{n}=b}. L'insieme {\displaystyle P=\{a,x_{1},\dots ,x_{n-1},b\}} viene detto partizione di {\displaystyle [a,b]}. Costruiamo gli {\displaystyle n} intervalli {\displaystyle I_{k}=[x_{k-1},x_{k})}. Sia {\displaystyle \chi _{I_{k}}(x)} la funzione indicatrice del {\displaystyle k}-esimo intervallo della partizione. Consideriamo inoltre {\displaystyle n} numeri reali {\displaystyle c_{1},\dots ,c_{n}}. Chiamiamo funzione costante a tratti, o funzione a scala, una funzione {\displaystyle \varphi } che vale {\displaystyle c_{k}} in {\displaystyle I_{k}} per ogni {\displaystyle k\in \{1,\dots ,n\}}. Esplicitamente:
{\displaystyle \varphi (x)=c_{k},\quad \forall x\in I_{k},\ \ \forall k\in \{1,\dots ,n\}.}
Osserviamo che la funzione {\displaystyle \varphi } è definita solo nell'intervallo {\displaystyle [a,b)}, ma possiamo definire {\displaystyle \varphi (b)=c_{n}}. Osserviamo inoltre che le funzioni a scala così definite sono continue da destra e continue a tratti in {\displaystyle [a,b]}.
Ogni funzione a scala si può scrivere in forma compatta:
{\displaystyle \varphi (x)=\sum _{k=1}^{n}c_{k}\chi _{I_{k}}(x).}
Si può dimostrare che somma e prodotto di funzioni a scala è ancora una funzione a scala. In particolare l'insieme {\displaystyle S[a,b]} delle funzioni a scala definite nell'intervallo {\displaystyle [a,b]} costituisce uno spazio vettoriale normato, con norma data da:
{\displaystyle \|\sum _{i=1}^{n}c_{i}\chi _{i}(x)\|_{\infty }=\sup _{x\in [a,b]}|\sum _{i=1}^{n}c_{i}\chi _{i}(x)|=\max _{i=1,\dots ,n}|c_{i}|\qquad c_{i}\in \mathbb {R} .}
L'insieme {\displaystyle S[a,b]} è denso in {\displaystyle PC[a,b]}. Si definisce la trasformazione lineare limitata {\displaystyle I:S[a,b]\to \mathbb {R} } nel seguente modo:
{\displaystyle I\left[\sum _{k=1}^{n}c_{k}\chi _{I_{k}}(x)\right]=\sum _{k=1}^{n}c_{k}(x_{k}-x_{k-1}).}
Si dimostra che un operatore lineare limitato che mappa uno spazio vettoriale normato in uno spazio normato completo può essere sempre esteso in modo unico a un operatore lineare limitato che mappa il completamento dello spazio di partenza nel medesimo spazio di arrivo. Poiché i numeri reali costituiscono un insieme completo, l'operatore {\displaystyle I} può quindi essere esteso a un operatore {\displaystyle {\hat {I}}} che mappa il completamento {\displaystyle {\hat {S}}[a,b]} di {\displaystyle S[a,b]} in {\displaystyle \mathbb {R} }.
Si definisce integrale di Riemann-Darboux l'operatore {\displaystyle {\hat {I}}\colon {\hat {S}}[a,b]\to \mathbb {R} }, e si indica con:
{\displaystyle {\hat {I}}(f):=\int _{a}^{b}f(x)\ \mathrm {d} x.}

### Integrale di Lebesgue
Sia {\displaystyle \mu } una misura su una sigma-algebra {\displaystyle X} di sottoinsiemi di un insieme {\displaystyle E}. Ad esempio, {\displaystyle E} può essere un n-spazio euclideo {\displaystyle \mathbb {R} ^{n}} o un qualche suo sottoinsieme Lebesgue-misurabile, {\displaystyle X} la sigma-algebra di tutti i sottoinsiemi Lebesgue-misurabili di {\displaystyle E} e {\displaystyle \mu } la misura di Lebesgue.
Nella teoria di Lebesgue gli integrali sono limitati a una classe di funzioni, chiamate funzioni misurabili. Una funzione {\displaystyle f} è misurabile se la controimmagine di ogni insieme aperto {\displaystyle I} del codominio è in {\displaystyle X}, ossia se {\displaystyle f^{-1}(I)} è un insieme misurabile di {\displaystyle X} per ogni aperto {\displaystyle I}. L'insieme delle funzioni misurabili è chiuso rispetto alle operazioni algebriche, e in particolare la classe è chiusa rispetto a vari tipi di limiti puntuali di successioni.
Una funzione semplice {\displaystyle s} è una combinazione lineare finita di funzioni indicatrici di insiemi misurabili. Siano i numeri reali o complessi {\displaystyle a_{1},\ldots ,a_{n}} i valori assunti dalla funzione semplice {\displaystyle s} e sia:
{\displaystyle A_{i}=\{x:s(x)=a_{i}\}.}
Allora:
{\displaystyle s(x)=\sum _{i=1}^{n}a_{i}\chi _{A_{i}}(x),}
dove {\displaystyle \chi _{A_{k}}(x)} è la funzione indicatrice relativa all'insieme {\displaystyle A_{i}} per ogni {\displaystyle i.}
L'integrale di Lebesgue di una funzione semplice è definito nel seguente modo:
{\displaystyle \int _{F}s\,\mathrm {d} \mu =\sum _{i=1}^{n}a_{i}\mu (A_{i}\cap F),\quad F\in X.}
Sia {\displaystyle f} una funzione misurabile non negativa su {\displaystyle E} a valori sulla retta reale estesa. L'integrale di Lebesgue di {\displaystyle f} sull'insieme {\displaystyle F} rispetto alla misura {\displaystyle \mu } è definito nel seguente modo:
{\displaystyle \int _{F}f\,\mathrm {d} \mu :=\sup \int _{F}s\,\mathrm {d} \mu ,}
dove l'estremo superiore è valutato considerando tutte le funzioni semplici {\displaystyle s} tali che {\displaystyle 0\leq s\leq f}. Il valore dell'integrale è un numero nell'intervallo {\displaystyle [0,\infty ]}.
L'insieme delle funzioni tali che:
{\displaystyle \int _{E}|f|\,\mathrm {d} \mu <\infty }
è detto insieme delle funzioni integrabili su {\displaystyle E} secondo Lebesgue rispetto alla misura {\displaystyle \mu }, o anche insieme delle funzioni sommabili, ed è denotato con {\displaystyle L^{1}(\mu )}.
Anche l'integrale di Lebesgue è un funzionale lineare, e considerando una funzione definita su un intervallo {\displaystyle I} il teorema di Riesz permette di affermare che per ogni funzionale lineare {\displaystyle \lambda } su {\displaystyle \mathbb {C} } è associata una misura di Borel finita {\displaystyle \mu } su {\displaystyle I} tale che:
{\displaystyle \lambda f=\int _{I}f\,\mathrm {d} \mu .}
In questo modo il valore del funzionale dipende con continuità dalla lunghezza dell'intervallo di integrazione.

### Integrale in più variabili
Sia {\displaystyle x=(x_{1},\dots ,x_{k})} un vettore nel campo reale. Un insieme del tipo:
{\displaystyle I^{k}=\{x:\quad a_{i}\leq x_{i}\leq b_{i}\quad 1\leq i\leq k\}}
è detto {\displaystyle k}-cella. Sia {\displaystyle f_{k}} definita su {\displaystyle I^{k}} una funzione continua a valori reali, e si definisca:
{\displaystyle f_{k-1}(x_{1},\dots ,x_{k-1})=\int _{a_{k}}^{b_{k}}f_{k}(x_{1},\dots ,x_{k})dx_{k}.}
Tale funzione è definita su {\displaystyle I^{k-1}} ed è a sua volta continua a causa della continuità di {\displaystyle f_{k}}. Iterando il procedimento si ottiene una classe di funzioni {\displaystyle f_{j}} continue su {\displaystyle I^{j}} che sono il risultato dell'integrale di {\displaystyle f_{j+1}} rispetto alla variabile {\displaystyle x_{j+1}} sull'intervallo {\displaystyle [a_{j+1},b_{j+1}]}. Dopo {\displaystyle k} volte si ottiene il numero:
{\displaystyle f_{0}=\int _{a_{1}}^{b_{1}}f_{1}(x_{1})dx_{1}.}
Si tratta dell'integrale di {\displaystyle f_{k}(x)} su {\displaystyle I^{k}} rispetto a {\displaystyle x}, e non dipende dall'ordine con il quale vengono eseguite le {\displaystyle k} integrazioni.
In particolare, sia {\displaystyle g(x)=f_{1}(x_{1})\dots f_{k}(x_{k})}. Allora si ha:
{\displaystyle \int _{I^{k}}g(x)dx=\prod _{i=1}^{k}\int _{a_{i}}^{b_{i}}f_{i}(x_{i})dx_{i}.}
Inoltre, sia {\displaystyle f} una funzione a supporto compatto e si ponga che {\displaystyle I^{k}} contenga il supporto di {\displaystyle f}. Allora è possibile scrivere:
{\displaystyle \int _{I^{k}}f=\int _{\mathbb {R} ^{k}}f.}
Nell'ambito della teoria dell'integrale di Lebesgue è possibile estendere questa definizione a insiemi di funzioni più ampi.
Una proprietà di notevole importanza dell'integrale di una funzione in più variabili è la seguente. Siano:
- {\displaystyle T\colon E\subset \mathbb {R} ^{k}\to \mathbb {R} ^{k}} una funzione iniettiva di classe {\displaystyle C^{1}} definita su un aperto {\displaystyle E} e tale che la sua matrice jacobiana {\displaystyle J_{T}(x)} sia diversa da 0 ovunque in {\displaystyle E}.
- {\displaystyle f} una funzione a supporto compatto continua definita su {\displaystyle \mathbb {R} ^{k}} e tale che {\displaystyle T(E)} contenga il supporto di {\displaystyle f}.

Allora si ha:
{\displaystyle \int _{\mathbb {R} ^{k}}f(y)dy=\int _{\mathbb {R} ^{k}}f(T(x))|J_{T}(x)|dx.}
L'integrando {\displaystyle f(T(x))|J_{T}(x)|} ha un supporto compatto grazie all'invertibilità di {\displaystyle T}, dovuta all'ipotesi {\displaystyle J_{T}(x)\neq 0} per ogni {\displaystyle x\in E} che garantisce la continuità di {\displaystyle T^{-1}} in {\displaystyle T(E)} per il teorema della funzione inversa.

### Integrale curvilineo
Dato un campo scalare {\displaystyle f\colon \mathbb {R} ^{n}\to \mathbb {R} }, si definisce l'integrale di linea (di prima specie) su una curva {\displaystyle C}, parametrizzata da {\displaystyle \mathbf {r} (t)}, con {\displaystyle t\in [a,b]}, come:
{\displaystyle \int _{C}f\ \operatorname {d} \!s=\int _{a}^{b}f(\mathbf {r} (t))\|\mathbf {r} '(t)\|\,\mathrm {d} t,}
dove il termine {\displaystyle \mathrm {d} s} indica che l'integrale è effettuato su un'ascissa curvilinea. Se il dominio della funzione {\displaystyle f} è {\displaystyle \mathbb {R} }, l'integrale curvilineo si riduce al comune integrale di Riemann valutato nell'intervallo {\displaystyle [r(a),r(b)]}. Alla famiglia degli integrali di linea appartengono anche gli integrali ellittici di prima e di seconda specie, questi ultimi impiegati anche in ambito statistico per il calcolo della lunghezza della curva di Lorenz.
Similmente, per un campo vettoriale {\displaystyle \mathbf {F} :\mathbb {R} ^{n}\to \mathbb {R} ^{n}}, l'integrale di linea (di seconda specie) lungo una curva {\displaystyle C}, parametrizzata da {\displaystyle \mathbf {r} (t)} con {\displaystyle t\in [a,b]}, è definito da:
{\displaystyle \int _{C}\mathbf {F} =\int _{C}\mathbf {F} (\mathbf {x} )\cdot \,\mathrm {d} \mathbf {x} =\int _{a}^{b}\mathbf {F} (\mathbf {r} (t))\cdot \mathbf {r} '(t)\,\mathrm {d} t.}

## Continuità e integrabilità
Una condizione sufficiente ai fini dell'integrabilità è che una funzione definita su un intervallo chiuso e limitato sia continua: una funzione continua definita su un compatto, e quindi continua uniformemente per il teorema di Heine-Cantor, è integrabile.
Si suddivida l'intervallo {\displaystyle [a,b]} in {\displaystyle n} sottointervalli {\displaystyle [x_{i-1},x_{i}]} di uguale ampiezza:
{\displaystyle \delta x={{(b-a)} \over {n}}.}
Si scelga in ogni intervallo un punto {\displaystyle t_{i}} interno a {\displaystyle [x_{i-1},x_{i}]} e si definisce la somma integrale:
{\displaystyle \sigma _{n}=\sum _{s=1}^{n}f(t_{s})\,\delta x_{s}={{b-a} \over {n}}\sum _{s=1}^{n}f(t_{s}).}
Ponendo {\displaystyle M_{i}} e {\displaystyle m_{i}} il massimo e il minimo di {\displaystyle f} in ogni intervallo {\displaystyle [x_{i-1},x_{i}]} si costruiscono quindi le somme:
{\displaystyle S_{n}=\sum _{i=1}^{n}M_{i}(x_{i}-x_{i-1}),\qquad s_{n}=\sum _{i=1}^{n}m_{i}(x_{i}-x_{i-1}).}
All'aumentare di {\displaystyle n}, si ha che {\displaystyle S_{n}} diminuisce e {\displaystyle s_{n}} cresce. Essendo allora le due successioni monotone, esse ammettono un limite, il quale è finito. Sia ora:
{\displaystyle \ m_{i}\leq f(t_{i})\leq M_{i}.}
Si ha che:
{\displaystyle \ s_{n}\leq \sigma _{n}\leq S_{n}.}
Per il teorema di esistenza del limite di successioni monotone risulta {\displaystyle s_{n}\to s} e {\displaystyle S_{n}\to S}, con {\displaystyle s\leq S}. All'affinarsi della partizione di {\displaystyle [a,b]} risulta {\displaystyle s=S}, infatti è possibile fissare un {\displaystyle \varepsilon } piccolo a piacere e un numero di suddivisioni della partizione sufficientemente grande da far risultare:
{\displaystyle S_{n}-s_{n}=\sum _{i=1}^{n}(M_{i}-m_{i})(x_{i}-x_{i-1})<\varepsilon ,}
poiché per la continuità uniforme di {\displaystyle f} si ha:
{\displaystyle M_{i}-m_{i}<{{\varepsilon } \over {(b-a)}}.}
Cioè, per un numero di {\displaystyle n} suddivisioni abbastanza elevato:
{\displaystyle S_{n}-s_{n}=\sum _{i=1}^{n}(M_{i}-m_{i})(x_{i}-x_{i-1})<{{\varepsilon } \over {(b-a)}}\sum _{i=1}^{n}(x_{i}-x_{i-1})=\varepsilon .}
Per il teorema del confronto delle successioni si ha:
{\displaystyle \ \lim _{n\to +\infty }(S_{n}-s_{n})\leq \varepsilon ,}
ossia:
{\displaystyle S-s\leq \varepsilon ,}
da cui, data l'arbitrarietà del fattore {\displaystyle \varepsilon }, risulta che con il passaggio al limite la differenza tra le somme integrali massimante e minimante tende a zero. Da questo segue che:
{\displaystyle S=s=I.}
In definitiva, essendo:
{\displaystyle s_{n}\leq \sigma _{n}\leq S_{n},}
per il teorema del confronto risulta {\displaystyle \sigma _{n}\to I}, da cui si deduce che se la funzione integranda è continua su un compatto {\displaystyle [a,b]} allora l'operazione di integrazione non dipende dalla scelta dei punti interni agli intervalli {\displaystyle [x_{i-1},x_{i}]}, ovvero la funzione è integrabile.

### Assoluta integrabilità
Una funzione {\displaystyle f} si dice assolutamente integrabile su un intervallo aperto del tipo {\displaystyle [a,+\infty )} se su tale intervallo è integrabile {\displaystyle \left|f\right|}. Non tutte le funzioni integrabili sono assolutamente integrabili: un esempio di funzione di questo tipo è {\displaystyle \sin x/x}. Viceversa, il teorema sull'esistenza degli integrali impropri all'infinito garantisce che una funzione {\displaystyle f} assolutamente integrabile sia integrabile su un intervallo del tipo {\displaystyle [a,+\infty )}.
Infatti, una condizione necessaria e sufficiente affinché {\displaystyle \int _{a}^{+\infty }\!f(x)\,\mathrm {d} x} esista finito è che per ogni {\displaystyle \varepsilon >0} esista {\displaystyle \gamma >0} tale che per ogni {\displaystyle x_{1},x_{2}<\gamma } si abbia:
{\displaystyle \left|\int _{x_{1}}^{x_{2}}f(x)\,\mathrm {d} x\right|<\varepsilon .}
Sostituendo in quest'ultima espressione {\displaystyle f(x)} con {\displaystyle |f(x)|} la condizione di esistenza diventa:
{\displaystyle \left|\int _{x_{1}}^{x_{2}}\left|f(x)\,\mathrm {d} x\right|\right|<\varepsilon ,}
da cui si ha:
{\displaystyle \left|\int _{a}^{b}\!f(x)\,\mathrm {d} x\right|\leq \int _{a}^{b}\left|f(x)\right|\,\mathrm {d} x}
e quindi si può scrivere:
{\displaystyle \int _{x_{1}}^{x_{2}}\left|f(x)\,\mathrm {d} x\right|<\varepsilon .}
Si ricava così che {\displaystyle f(x)} è integrabile.

### Teorema di Vitali-Lebesgue
Il teorema di Vitali-Lebesgue è un teorema che consente di individuare le funzioni definite su uno spazio {\displaystyle \mathbb {R} ^{n}} che siano integrabili secondo Riemann. Fu dimostrato nel 1907 dal matematico italiano Giuseppe Vitali contemporaneamente e indipendentemente con il matematico francese Henri Lebesgue.
Data una funzione su {\displaystyle \mathbb {R} ^{n}} che sia limitata e nulla al di fuori di un sottoinsieme limitato di {\displaystyle \mathbb {R} ^{n}}, essa è integrabile secondo Riemann se e solo se è trascurabile l'insieme dei suoi punti di discontinuità. Se si verifica questo, la funzione è anche integrabile secondo Lebesgue e i due integrali coincidono. Nel caso in cui {\displaystyle n=1} l'enunciato assume la seguente forma: una funzione {\displaystyle f} limitata in un intervallo {\displaystyle [a,b]} è ivi integrabile secondo Riemann se e solo se l'insieme dei suoi punti di discontinuità è di misura nulla rispetto alla misura di Lebesgue.

## Calcolo differenziale e calcolo integrale
Il teorema fondamentale del calcolo integrale, grazie agli studi e alle intuizioni di Leibniz, Newton, Torricelli e Barrow, stabilisce la relazione esistente tra calcolo differenziale e calcolo integrale. Esso è generalizzato dal fondamentale teorema di Stokes.

### Funzioni primitive
Il problema inverso a quello della derivazione consiste nella ricerca di tutte le funzioni la cui derivata sia uguale a una funzione assegnata. Questo problema è noto come ricerca delle primitive di una funzione. Nel caso in cui {\displaystyle F} sia una primitiva di {\displaystyle f} (cioè se {\displaystyle F'(x)=f(x)}) allora, poiché la derivata di una funzione costante è nulla, anche una qualunque funzione del tipo:
{\displaystyle G(x)=F(x)+c,}
che differisca da {\displaystyle F(x)} per una costante arbitraria {\displaystyle c}, risulta essere primitiva di {\displaystyle f(x)}. Infatti:
{\displaystyle G'(x)=F'(x)+0=f(x).}
Quindi, se una funzione {\displaystyle f(x)} ammette primitiva {\displaystyle F(x)} allora esiste un'intera classe di primitive del tipo:
{\displaystyle G(x)=F(x)+c.}
Viceversa, tutte le primitive di {\displaystyle f(x)} sono della forma {\displaystyle F(x)+c}.

### Integrale indefinito
L'insieme delle primitive di una funzione {\displaystyle f(x)} si chiama integrale indefinito di tale funzione. Il simbolo:
{\displaystyle \int \!f(x)\,\mathrm {d} x,}
denota l'integrale indefinito della funzione {\displaystyle f(x)} rispetto a {\displaystyle x} e rappresenta un insieme di funzioni. La funzione {\displaystyle f(x)} è detta anche in questo caso funzione integranda. In un certo senso (non formale), si può vedere l'integrale indefinito come "l'operazione inversa della derivata". Tuttavia, da un punto di vista formale, la derivazione non è iniettiva e quindi non è invertibile e l'operatore integrale restituisce l’insieme delle primitive che è vuoto oppure contiene infiniti elementi.
Ogni funzione continua in un intervallo ammette primitiva, ma non è detto che sia derivabile in ogni suo punto. Se {\displaystyle f} è una funzione definita in un intervallo nel quale ammette una primitiva {\displaystyle F}, allora l'integrale indefinito di {\displaystyle f} è:
{\displaystyle \int \!f(x)\,\mathrm {d} x=F(x)+c,}
dove {\displaystyle c} è una generica costante reale.

### Funzione integrale
Sia {\displaystyle f\colon I\to \mathbb {R} } una funzione definita su un intervallo {\displaystyle I=[a,b]}. Se la funzione è integrabile su ogni intervallo chiuso e limitato {\displaystyle J} contenuto in {\displaystyle I}, al variare dell'intervallo {\displaystyle J} varia il valore dell'integrale. Si ponga {\displaystyle J=[x_{0},x]}, dove {\displaystyle x_{0}} è fissato e l'altro estremo {\displaystyle x} è variabile: l'integrale di {\displaystyle f} su {\displaystyle J} diventa allora una funzione di {\displaystyle x}. Tale funzione si dice funzione integrale di {\displaystyle f} o integrale di Torricelli, e si indica con:
{\displaystyle F(x)=\int _{x_{0}}^{x}\!f(t)\,\mathrm {d} t.}
La variabile di integrazione {\displaystyle t} è detta variabile muta, e varia tra {\displaystyle x_{0}} e {\displaystyle x}.

### Teorema fondamentale del calcolo integrale
La prima parte del teorema è detta primo teorema fondamentale del calcolo, afferma che la funzione integrale (come sopra definita)
{\displaystyle F(x)=\int _{a}^{x}f(t)dt,\qquad a\leq x\leq b,}
è una primitiva della funzione di partenza. Cioè
{\displaystyle F^{\prime }(x)=f(x),}
La seconda parte del teorema è detta secondo teorema fondamentale del calcolo, e consente di calcolare l'integrale definito di una funzione attraverso una delle sue primitive.
{\displaystyle \int _{a}^{b}f(x)dx=F(b)-F(a),}
e tale relazione è detta formula fondamentale del calcolo integrale.

### Lemma di derivazione degli integrali
Sia {\displaystyle I\subset \mathbb {R} } un intervallo, {\displaystyle f\colon {\underset {(x,t)}{I}}{\underset {\mapsto }{\longrightarrow }}{\underset {f(x,t)}{\mathbb {R} }}} funzione di classe {\displaystyle {\mathcal {C}}^{1}} in {\displaystyle x} e {\displaystyle \alpha ,\beta \colon I\longrightarrow \mathbb {R} } curve di classe {\displaystyle {\mathcal {C}}^{1}}. Sia {\displaystyle \Phi \colon {\underset {x}{I}}{\underset {\mapsto }{\longrightarrow }}{\underset {\Phi (x)}{\mathbb {R} }}} la funzione integrale di classe {\displaystyle {\mathcal {C}}^{1}} definita come:
{\displaystyle \Phi (x)=\int _{\alpha (x)}^{\beta (x)}\!\!\!f(x,t)dt\implies \Phi ^{\prime }(x)=f(x,\beta (x))\cdot \beta ^{\prime }(x)-f(x,\alpha (x))\cdot \alpha ^{\prime }(x)+\int _{\alpha (x)}^{\beta (x)}{\frac {\partial }{\partial x}}f(x,t)dt.}

## Proprietà degli integrali
Di seguito si riportano le proprietà principali dell'operatore integrale.

### Linearità
Siano {\displaystyle f} e {\displaystyle g} due funzioni continue definite in un intervallo {\displaystyle [a,b]} e siano {\displaystyle \alpha ,\beta \in \mathbb {R} }. Allora:
{\displaystyle \int _{a}^{b}[\alpha f(x)+\beta g(x)]\,\mathrm {d} x=\alpha \int _{a}^{b}\!f(x)\,\mathrm {d} x+\beta \int _{a}^{b}\!g(x)\,\mathrm {d} x.}
Infatti, dalla definizione si ha che:
{\displaystyle \int _{a}^{b}[\alpha f(x)+\beta g(x)]\,\mathrm {d} x=\lim _{n\to +\infty }{{b-a} \over {n}}\sum _{s=1}^{n}\,[\alpha f(t_{s})+\beta g(t_{s})],}
da cui:
{\displaystyle \int _{a}^{b}[\alpha f(x)+\beta g(x)]\,\mathrm {d} x=\lim _{n\to +\infty }{{b-a} \over {n}}[\alpha \sum _{s=1}^{n}f(t_{s})+\beta \sum _{s=1}^{n}g(t_{s})].}
Dalla proprietà distributiva e dal fatto che il limite della somma coincide con la somma dei limiti si ha:
{\displaystyle \int _{a}^{b}[\alpha f(x)+\beta g(x)]\,\mathrm {d} x=\alpha \lim _{n\to +\infty }{{b-a} \over {n}}\sum _{s=1}^{n}f(t_{s})+\beta \lim _{n\to +\infty }{{b-a} \over {n}}\sum _{s=1}^{n}g(t_{s})}
da cui discende la proprietà di linearità.

### Additività
Sia {\displaystyle f} continua e definita in un intervallo {\displaystyle [a,c]} e sia {\displaystyle b\in [a,c]}. Allora:
{\displaystyle \int _{a}^{c}\!f(x)\,\mathrm {d} x=\int _{a}^{b}\!f(x)\,\mathrm {d} x+\int _{b}^{c}\!f(x)\,\mathrm {d} x.}
Infatti, dalla definizione si ha che:
{\displaystyle \int _{a}^{b}\!f(x)\,\mathrm {d} x=\lim _{n\to +\infty }{{b-a} \over {n}}\sum _{s=1}^{n}f(t_{s}),}
da cui se si ha {\displaystyle c\in [a,b]} esistono un valore {\displaystyle h} e un valore {\displaystyle k} la cui somma è {\displaystyle n} tali che per un affinamento sufficiente della partizione risulti:
{\displaystyle {\frac {b-c}{h}}={\frac {c-a}{k}}=\delta x}
{\displaystyle \int _{a}^{b}\!f(x)\,\mathrm {d} x=\lim _{n\to +\infty }{{b-a} \over {n}}\left(\sum _{s=1}^{n-k}f(t_{s})+\sum _{s=h+1}^{n}f(t_{s})\right).}
Distribuendo la misura dell'intervallo:
{\displaystyle \int _{a}^{b}\!f(x)\,\mathrm {d} x=\lim _{n\to +\infty }{\frac {b-a}{n}}\sum _{s=1}^{n-k}f(t_{s})+\lim _{n\to +\infty }{{b-a} \over {n}}\sum _{s=h+1}^{n}f(t_{s})}
in cui {\displaystyle n-k=h}. Considerando l'intervallo {\displaystyle [c,b]}, l'indice {\displaystyle s=h+1,\ldots ,n} può essere riscritto come {\displaystyle s=1,\ldots ,k} in quanto {\displaystyle t_{h+1}} è il valore superiore del primo intervallo della partizione di {\displaystyle [c,b]}. Ricordando che:
{\displaystyle {{b-c} \over {h}}={{c-a} \over {k}}=\delta x,}
risulta allora:
{\displaystyle \int _{a}^{b}\!f(x)\,\mathrm {d} x=\lim _{h\to +\infty }{{c-a} \over {h}}\sum _{s=1}^{h}f(t_{s})+\lim _{k\to +\infty }{{b-c} \over {k}}\sum _{s=1}^{k}f\left(t(s)\right)}
da cui discende la proprietà di additività.

### Monotonia (o teorema del confronto)
Siano {\displaystyle f} e {\displaystyle g} due funzioni continue definite in un intervallo {\displaystyle [a,b]} e tali che {\displaystyle f(x)\leq g(x)} in {\displaystyle [a,b]}. Allora:
{\displaystyle \int _{a}^{b}\!f(x)\,\mathrm {d} x\leq \int _{a}^{b}\!g(x)\,\mathrm {d} x.}
Infatti, se si verifica che {\displaystyle f(x)\leq g(x)} nel compatto {\displaystyle \ [a,b]}, effettuando una partizione di tale intervallo la disuguaglianza permane e moltiplicando da ambo i lati per il fattore {\displaystyle b-a/n} si ottiene:
{\displaystyle {{b-a} \over {n}}f(t_{s})\leq {{b-a} \over {n}}g(t_{s}),}
per ogni {\displaystyle t_{s}}. A questo punto se la relazione è valida per qualsiasi intervallo in cui è suddiviso il compatto vale la seguente:
{\displaystyle \sum _{s=1}^{n}{{b-a} \over {n}}f(t_{s})\leq \sum _{s=1}^{n}{{b-a} \over {n}}g(t_{s}).}
Come conseguenza del corollario del teorema della permanenza del segno dei limiti, applicando il limite alle somme integrali di Riemann (ottenendo quindi l'integrale) la disuguaglianza resta immutata:
{\displaystyle \lim _{n\to +\infty }\sum _{s=1}^{n}{{b-a} \over {n}}f(t_{s})\leq \lim _{n\to +\infty }\sum _{s=1}^{n}{{b-a} \over {n}}g(t_{s}).}
Da ciò deriva la proprietà di monotonia degli integrali.

### Valore assoluto
Tale teorema si potrebbe considerare come un corollario del teorema del confronto. Se {\displaystyle f} è integrabile in un intervallo {\displaystyle [a,b]} si ha:
{\displaystyle \left|\int _{a}^{b}\!f(x)\,\mathrm {d} x\right|\leq \int _{a}^{b}\left|f(x)\right|\,\mathrm {d} x.}
Infatti, essendo valida la relazione {\displaystyle -|f(t_{s})|\leq f(t_{s})\leq |f(t_{s})|} per ogni s, è possibile sommare membro a membro le varie componenti della relazione, ottenendo:
{\displaystyle -\sum _{s=1}^{n}|f(t_{s})|\leq \sum _{s=1}^{n}f(t_{s})\leq \sum _{s=1}^{n}|f(t_{s})|.}
Moltiplicando ogni membro per il fattore {\displaystyle b-a/n} e applicando il limite in modo da affinare gli intervalli della partizione si ottengono gli integrali:
{\displaystyle -\lim _{n\to +\infty }{{b-a} \over {n}}\sum _{s=1}^{n}|f(t_{s})|\leq \lim _{n\to +\infty }{{b-a} \over {n}}\sum _{s=1}^{n}f(t_{s})\leq \lim _{n\to +\infty }{{b-a} \over {n}}\sum _{s=1}^{n}|f(t_{s})|}
{\displaystyle -\int _{a}^{b}|f(x)|\,\mathrm {d} x\leq \int _{a}^{b}\!f(x)\,\mathrm {d} x\leq \int _{a}^{b}|f(x)|\,\mathrm {d} x,}
ove quest'ultima disuguaglianza può essere espressa in termini di valore assoluto come:
{\displaystyle \left|\int _{a}^{b}\!f(x)\,\mathrm {d} x\right|\leq \int _{a}^{b}\left|f(x)\right|\,\mathrm {d} x}
la quale è la proprietà del valore assoluto degli integrali.

### Teorema della media
Se {\displaystyle f:[a,b]\to \mathbb {R} } è continua allora esiste {\displaystyle c\in (a,b)} tale che:
{\displaystyle {{1} \over {b-a}}\int _{a}^{b}\!f(x)\,\mathrm {d} x=f(c).}

## Integrale improprio
Un integrale improprio è un limite della forma:
{\displaystyle \lim _{b\to \infty }\int _{a}^{b}f(x)\,\mathrm {d} x\qquad \lim _{a\to -\infty }\int _{a}^{b}f(x)\,\mathrm {d} x}
oppure:
{\displaystyle \lim _{c\to b^{-}}\int _{a}^{c}f(x)\,\mathrm {d} x\quad \lim _{c\to a^{+}}\int _{c}^{b}f(x)\,\mathrm {d} x}
Un integrale è improprio anche nel caso in cui la funzione integranda non è definita in uno o più punti interni del dominio di integrazione.

## Metodi di integrazione
L'integrazione di una funzione reale è un calcolo matematico di non semplice risoluzione generale. Il caso più semplice si ha quando si riconosce la funzione integranda essere la derivata di una funzione nota {\displaystyle \Phi }. In casi più complessi esistono numerosi metodi per trovare la funzione primitiva. In particolare, tra le tecniche più diffuse per la ricerca della primitiva dell'integranda sono queste due:
- se l'integranda è il prodotto di due funzioni, l'integrazione per parti riduce l'integrale alla somma di una funzione e un altro integrale che può ricondursi al caso più semplice descritto sopra in cui l'integranda è la derivata di una funzione nota;
- se l'integranda è trasformazione di una derivata nota attraverso una qualche funzione derivabile, l'integrazione per sostituzione riporta il calcolo all'integrale di quella derivata nota, modificato per un fattore di differenziabilità che dipende dalla trasformazione in gioco.

## Stima di somme tramite integrale
Un metodo che consente di ottenere la stima asintotica di una somma è l'approssimazione di una serie tramite il suo integrale. Sia {\displaystyle f:\mathbb {R} \to \mathbb {R} ^{+}} una funzione monotona non decrescente. Allora per ogni {\displaystyle a\in \mathbb {N} } e ogni intero {\displaystyle n\geq a} si ha:
{\displaystyle f(a)+\int _{a}^{n}\!f(x)\,\mathrm {d} x\leq \sum _{k=a}^{n}\!f(k)\leq \int _{a}^{n}f(x)\,\mathrm {d} x+f(n).}
Infatti, se {\displaystyle n=a} la proprietà è banale, mentre se {\displaystyle n\,>\,a} si osserva che la funzione è integrabile in ogni intervallo chiuso e limitato di {\displaystyle \mathbb {R} ^{+}}, e che per ogni {\displaystyle k\in \mathbb {N} } vale la relazione:
{\displaystyle f(k)\leq \int _{k}^{k+1}f(x)\,\mathrm {d} x\leq f(k+1).}
Sommando per {\displaystyle k=a,a+1,\ldots ,n-1} si ottiene dalla prima disuguaglianza:
{\displaystyle \sum _{k=a}^{n-1}f(k)\leq \sum _{k=a}^{n-1}\int _{k}^{k+1}f(x)\,\mathrm {d} x=\int _{a}^{n}f(x)\,\mathrm {d} x,}
mentre dalla seconda segue che:
{\displaystyle \int _{a}^{n}f(x)\,\mathrm {d} x=\sum _{k=a}^{n-1}\int _{k}^{k+1}f(x)\,\mathrm {d} x\leq \sum _{k=a}^{n-1}f(k+1).}
Aggiungendo ora {\displaystyle f(a)} e {\displaystyle f(n)} alle due somme precedenti si verifica la relazione.

## Altri operatori di integrazione
Accanto agli integrali di Riemann e Lebesgue sono stati introdotti diversi altri operatori integrali. L'integrale di Riemann-Stieltjes è una generalizzazione dell'integrale di Riemann, ed è a sua volta generalizzato dall'integrale di Lebesgue-Stieltjes, che è anche un'estensione dell'integrale di Lebesgue.

### Integrali di Denjoy, Perron, Henstock e altri
Sono state sviluppate altre definizioni di integrale, alcune delle quali sono dovute a Denjoy, Perron, Henstock e altri. I tre nominati condividono la validità del teorema fondamentale del calcolo integrale in una forma più generale rispetto alla trattazione di Riemann e Lebesgue.
Il primo in ordine cronologico a essere introdotto è stato l'integrale di Denjoy, definito per mezzo di una classe di funzioni che generalizza le funzioni assolutamente continue. Successivamente, solo due anni dopo, Perron ha dato la sua definizione con un metodo che ricorda le funzioni maggioranti e minoranti di Darboux. In ultimo, Ralph Henstock e (indipendentemente) Jaroslaw Kurzweil forniscono una terza definizione equivalente, detta anche integrale di gauge: essa sfrutta una leggera generalizzazione della definizione di Riemann, la cui semplicità rispetto alle altre due è probabilmente il motivo per cui questo integrale è più noto con il nome del matematico inglese che con quelli di Denjoy e Perron.

### Integrale di Itō
L'integrale di Itō fa parte dell'analisi di Itō per i processi stocastici. In letteratura è introdotto utilizzando varie notazioni, una delle quali è la seguente:
{\displaystyle \int _{0}^{T}X_{s}\,\mathrm {d} W_{s},}
dove {\displaystyle W_{s}} è il processo di Wiener. L'integrale non è definito come un integrale ordinario, in quanto il processo di Wiener ha variazione totale infinita. In particolare, gli strumenti canonici di integrazione di funzioni continue non sono sufficienti. L'utilizzo principale di tale strumento matematico è nel calcolo differenziale di equazioni in cui sono coinvolti integrali stocastici, che inseriti in equazioni volte a modellizzare un particolare fenomeno (come il moto aleatorio delle particelle o il prezzo delle azioni nei mercati finanziari) rappresentano il contributo aleatorio sommabile (rumore) dell'evoluzione del fenomeno stesso.

## Esempi di calcolo di un integrale
- In base alle informazioni fornite dal primo teorema fondamentale del calcolo integrale si può effettuare il calcolo di un integrale cercando una funzione la cui derivata coincide con la funzione da integrare. A questo scopo possono essere d'aiuto le tavole d'integrazione. Così per effettuare il calcolo dell'integrale della funzione vista in precedenza {\displaystyle f(x)=mx} attraverso la ricerca di una primitiva si ricorre alla formula:

{\displaystyle \int mx^{\alpha }\,\mathrm {d} x={{mx^{\alpha +1}} \over {\alpha +1}}+c,}
la cui derivata coincide proprio con {\displaystyle \ mx^{\alpha }}. Prendendo in considerazione la (già esaminata precedentemente) funzione {\displaystyle \ f(x)=mx} e integrandola si ottiene:
{\displaystyle \int mx\,\mathrm {d} x={{mx^{2}} \over {2}}+c.}
Mentre per quanto concerne l'integrale definito nel compatto {\displaystyle \ [a,b]} si ha, in forza del secondo teorema fondamentale del calcolo integrale
{\displaystyle \int _{a}^{b}mx\,\mathrm {d} x=\left[{{mb^{2}} \over {2}}+c\right]-\left[{{ma^{2}} \over {2}}+c\right]=m{{b^{2}-a^{2}} \over {2}}}
esattamente lo stesso risultato ottenuto in precedenza.
- Si supponga di fissare un sistema di riferimento cartesiano attraverso le rette ortogonali e orientate delle ascisse e delle ordinate. Si supponga ora che su tale sistema di assi sia definita una retta la cui equazione esplicita è {\displaystyle f(x)=mx}. Si vuole calcolare l'integrale di tale retta definita sul compatto {\displaystyle [a,b]} situato sull'asse delle ascisse. Si supponga per semplicità che i punti {\displaystyle a} e {\displaystyle b} si trovino sul semiasse positivo delle ascisse e siano entrambi positivi. Allora l'area sottesa alla retta considerata nel compatto {\displaystyle [a,b]} è uguale all'area di un trapezio che "poggiato" in orizzontale sull'asse delle ascisse è caratterizzato da un'altezza uguale a {\displaystyle b-a}, base maggiore {\displaystyle mb} e base minore {\displaystyle \ ma}. L'area di tale figura è data, come noto dalla geometria elementare, dalla formula {\displaystyle {{1} \over {2}}(mb+ma)(b-a)}, ovvero {\displaystyle m{{b^{2}-a^{2}} \over {2}}}.

Nell'ottica del calcolo dell'integrale di questa retta definita nel compatto {\displaystyle \ [a,b]} si effettua una partizione di tale intervallo, dividendolo in {\displaystyle n} parti uguali:
{\displaystyle \ x_{0}=a;\quad x_{1}=a+{{b-a} \over {n}};\quad x_{2}=a+2{{b-a} \over {n}};\quad \dots \,;\quad x_{n}=a+n{{b-a} \over {n}}=b.}
Nel generico intervallo {\displaystyle [x_{i-1},x_{i}]} si sceglie come punto arbitrario il punto più esterno {\displaystyle x_{i}} (ma andrebbe bene qualsiasi punto dell'intervallo), considerando la funzione {\displaystyle \ y=mx} nel generico punto {\displaystyle x_{i}} interno all'intervallo {\displaystyle [x_{i-1},x_{i}]}. Si avrà quindi {\displaystyle f(x_{i})=m\left[a+i{{b-a} \over {n}}\right]}, e la somma integrale di Riemann diventa:
{\displaystyle \ \sigma _{n}=\sum _{i=1}^{n}f(x_{i}){{b-a} \over {n}}=\sum _{i=1}^{n}m\left[a+i{{b-a} \over {n}}\right]{{b-a} \over {n}}=ma(b-a)+m\left({{b-a} \over {n}}\right)^{2}\sum _{i=1}^{n}i}
nella quale la progressione aritmetica {\displaystyle \sum _{i=1}^{n}i={{n(n+1)} \over {2}}} restituisce un'espressione delle somme di Riemann uguale a:
{\displaystyle \sigma _{n}=ma(b-a)+m(b-a)^{2}{{n+1} \over {2n}}.}
Per passare dalle somme integrali di Riemann all'integrale vero e proprio è ora necessario, in conformità con la definizione di integrale, il passaggio al limite di suddette somme. Ovvero:
{\displaystyle \int _{a}^{b}mx\,\mathrm {d} x=\lim _{n\to +\infty }\sigma _{n}=ma(b-a)+m(b-a)^{2}\lim _{n\to +\infty }{{n+1} \over {2n}}.}
Calcolando il limite per {\displaystyle \ n\to \infty }, dato che {\displaystyle \ {{n+1} \over {2n}}\to \ {{1} \over {2}}}, si ottiene:
{\displaystyle \int _{a}^{b}mx\,\mathrm {d} x=\lim _{n\to +\infty }\sigma _{n}=ma(b-a)+{{m(b-a)^{2}} \over {2}},}
dalla quale, eseguendo la somma si ricava:
{\displaystyle \int _{a}^{b}mx\,\mathrm {d} x=m{{b^{2}-a^{2}} \over {2}}}
la quale è esattamente l'area del trapezio costruito dalla retta {\displaystyle \ y=mx} sul piano insieme all'asse delle ascisse.

### Tavole di integrali
- Tavola degli integrali più comuni
- Tavola degli integrali definiti

#### Integrali indefiniti
- Tavola degli integrali indefiniti di funzioni razionali
- Tavola degli integrali indefiniti di funzioni irrazionali
- Tavola degli integrali indefiniti di funzioni trigonometriche
- Tavola degli integrali indefiniti di funzioni iperboliche
- Tavola degli integrali indefiniti di funzioni esponenziali
- Tavola degli integrali indefiniti di funzioni logaritmiche
- Tavola degli integrali indefiniti di funzioni d'arco
- Tavola degli integrali indefiniti di funzioni d'area